# Alessandro Miressi
Alessandro Miressi, född 2 oktober 1998 i Turin, är en italiensk simmare.

## Karriär
Alessandro Miressi har tagit ett VM-guld, tre VM-silver och två VM-brons. Vid OS 2020 och OS 2024 tog han silver respektive brons med det italienska laget på 4x100 meter frisim. Vid OS 2020 tog han även ett brons i 4x100 meter medley.

## Nationella rekord
Miressi innehar nio italienska rekord.
Långbana (50 m)
- 100 meter frisim: 47,45 ( Budapest, 19 maj 2021)
- 4×100 meter frisim: 3.10,11 ( Tokyo, 26 juli 2021) (Alessandro Miressi (47,72), Thomas Ceccon (47,45), Lorenzo Zazzeri (47,31), Manuel Frigo (47,63))
- 4×100 meter medley: 3.27,51 0=ER0 ( Budapest, 25 juni 2022) (Thomas Ceccon (51,93), Nicolò Martinenghi (57,47), Federico Burdisso (50,63), Alessandro Miressi (47,48))
- 4×100 meter mixed frisim: 3.22,64 ( Budapest, 22 maj 2021) (Alessandro Miressi (47,63), Thomas Ceccon (47,59), Federica Pellegrini (53,58), Silvia Di Pietro (53,84))

Kortbana (25 m)
- 100 meter frisim: 45,51 ( Otopeni, 10 december 2023)
- 4×50 meter frisim: 1.22,90 ( Hangzhou, 14 december 2018) (Santo Condorelli (21,27), Andrea Vergani (20,44), Lorenzo Zazzeri (20,57), Alessandro Miressi (20,62))
- 4×100 meter frisim: 3.02,75 0ER0 ( Melbourne, 13 december 2022) (Alessandro Miressi (46,15), Paolo Conte Bonin (45,93), Leonardo Deplano (45,54), Thomas Ceccon (45,13))
- 4×100 meter medley: 3.19,06 0ER0 ( Melbourne, 18 december 2022) (Lorenzo Mora (49,48), Nicolò Martinenghi (55,52), Matteo Rivolta (48,50), Alessandro Miressi (45,56))
- 4×50 meter mixed medley: 1.28,28 ( Otopeni, 9 december 2023) (Alessandro Miressi (20,87), Lorenzo Zazzeri (20,48), Jasmine Nocentini (23,39), Silvia Di Pietro (23,54))